# Patologia veterinária

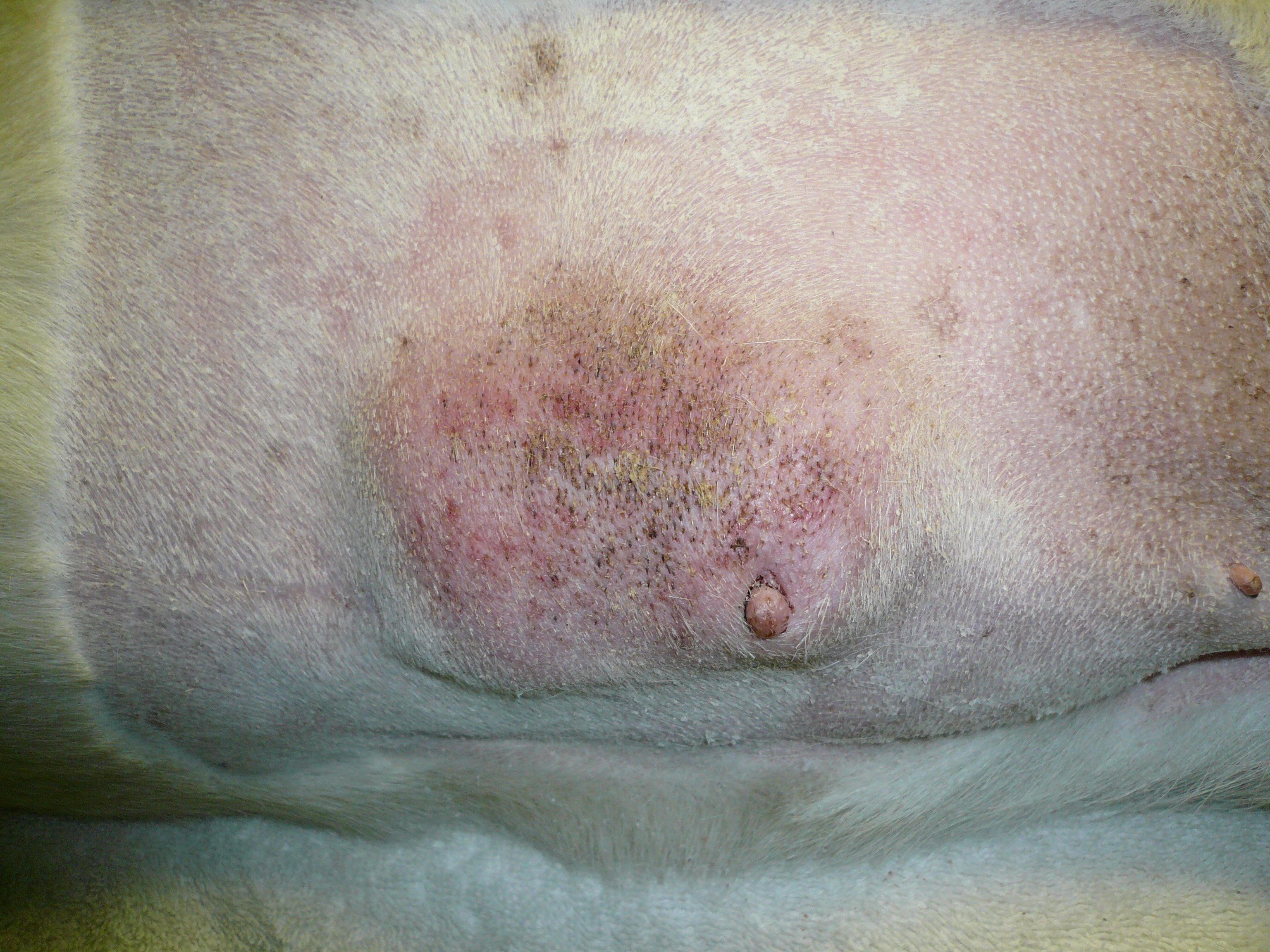
Mamária (mama) câncer em um cão.

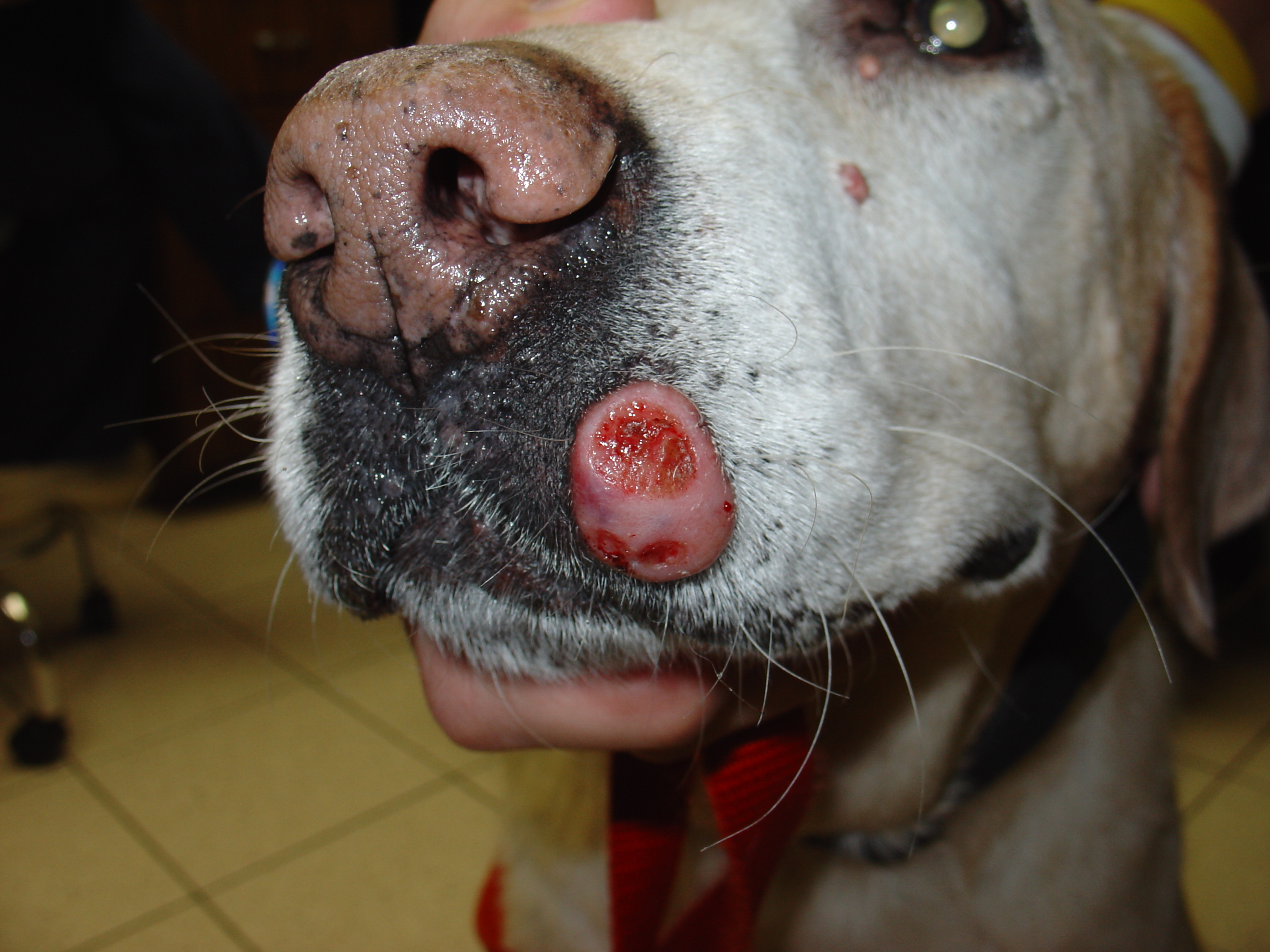
Mastro de célula de tumor no cão.

Veterinários patologistas são médicos de medicina veterinária especializados no diagnóstico de doenças dos animais domésticos e silvestres, através do exame do animal do tecidos e fluidos do corpo. Como os médicos de patologia, patologia veterinária é dividido em dois ramos, patologia de anatomia e patologia clínica. Fazem o diagnóstico de doenças em animais produtores de alimentos e  inferem se há risco para os humanos manusearem ou consumirem animais de rebanho, animais de jardim zoológico e da vida selvagem, veterinários patologistas também têm um papel importante na descoberta de drogas e segurança. bem como a investigação científica, geralmente são os primeiros a reconhecer uma nova doença.

## Patologia anatômica veterinária
Patologia de anatomia (Commonwealth) ou Anatômico patologia (EUA) está preocupado com o diagnóstico da doença com base no bruto exame, microscópica e exame molecular de órgãos e tecidos (necropsia). As faculdades indianas, europeias, japonesas e americanas de patologistas veterinários certificam patologistas clínicos veterinários. As faculdades Americanas de Patologia Veterinária é quem faz o exame de certificação, que é composto de quatro partes bruta de patologia microscópica e patologia, patologia veterinária e patologia geral. Apenas a parte de patologia geral é compartilhada entre a anatomia e exames de patologia clínica. patologistas clínicos estão empregados em uma série de posições diferentes, incluindo o diagnóstico, o ensino, a pesquisa e a indústria farmacêutica.

## Patologia clínica veterinária
Patologia clínica preocupa-se com o diagnóstico da doença com base no laboratório de análise de fluidos corporais como sangue, urina ou efusões cavitárias, tecido ou aspirados, utilizando as ferramentas da química, microbiologia, hematologia e patologia molecular. As faculdades indianas, europeias, japonesas e americanas certificam clínicos veterinários de patologistas. O exame de certificação do American College of Veterinary Pathologists consiste em quatro partes: Patologia Geral (compartilhada com o exame certificador de Patologia Anatômica), Citologia e Patologia Cirúrgica, Hematologia e Química Clínica. A credencial, DACVP (Diplomate, American College of Veterinary Pathologists) é geralmente seguida por uma notação parêntese de " (Patologia Clínica)" para distinguir as contrapartes da DACVP certificadas para patologia anatômica. A credencial europeia é DipECVCP (Diplomata do Colégio Europeu de Patologia Clínica Veterinária). Os patologistas clínicos são empregados na patologia diagnóstica, ensino veterinário e médico, pesquisa e indústria farmacêutica..